# Keiji Tamada
Keiji Tamada (født 11. april 1980) er en japansk professionel fodboldspiller, som spiller for den japanske fodboldklub Nagoya Grampus Eight. Han er angriber, og er også en del af det japanske fodboldlandshold. Tamada har spillet for flere forskellige klubber i sin karriere, herunder Kashiwa Reysol og Narashino High School.
Han blev desuden udtaget til Japans VM-trup ved VM i fodbold 2010 i Sydafrika.